# Acerbis
Acerbis Italia S.p.A. es una empresa italiana con sede en Albino. Al principio era productor de materiales plásticos, posteriormente ha expandido su producción a otros sectores industriales como ropa deportiva y accesorios.

## Compañía
Acerbis es uno de los primeros operadores en el mundo en el procesamiento y moldeado de materiales plásticos activos en los sectores automotriz, movimiento de tierra y agrícola. Recientemente expandió su negocio al sector del diseño industrial y el mobiliario. Fue fundada en 1973 por Franco Acerbis, comenzó su actividad produciendo guardabarros para motocross, y luego amplió su producción a todos los componentes termoplásticos de motocross. Además de la fábrica de Albino, también tiene una en la República Checa y dos unidades de distribución, en Estados Unidos y en el Reino Unido.

## Historia
La compañía fue fundada en 1973 y al año siguiente comenzó a distribuir en Italia guardabarros de resina termoplástica. En 1975 se produjo el primer accesorio termoplástico de Acerbis. En 1986 comenzó la distribución de los productos de la marca Scott. En 1993, produjo todas las piezas de plástico de la moto Yamaha TT 600, la primera motocicleta de gran potencia cuya producción fue confiada por fabricantes japoneses completamente fuera de Japón.
En 1995 comenzó la producción de ropa técnica y accesorios bajo su propia marca. En 2002 comenzó la producción de tanques para aceite hidráulico y diésel, dando así vida a la línea de producción automotriz. Dos años después, comenzó la producción y venta de cascos. Desde 2005, Acerbis se dedica al estudio y producción de ropa deportiva técnica a través de la división de Acerbis Football a través de la colaboración con la Unione Calcio AlbinoLeffe del cual Acerbis es proveedor técnico. En 2008, se patentó la nueva tecnología x-seat para sillas de motocicleta todoterreno y al año siguiente Acerbis creó la primera línea de accesorios para mobiliario, invirtiendo en una nueva línea especializada en la realización de componentes de terceros (ingeniería y producción) muebles en material polimérico, utilizando la tecnología de rotomoldeo; esta tecnología de producción ya había sido utilizada por la compañía para el sector automotor (principalmente cuerpos internos y tanques). Entre los nombres más importantes con los que la compañía colabora en el sector del mueble están FontanaArte y Moroso.

## Auspiciador
Acerbis fue inicialmente dedicado a la organización de patrocinios de motocicletas, desde 1986 hasta 1990, más una edición especial en 1996, el Rally de los Incas en Perú y el Rally de Nevada en Estados Unidos entre 1991 y 1994. Desde 2003 hasta 2008 proporcionó ropa de la competencia al campeón mundial de motocross Stefan Everts y patrocinó a varios otros pilotos que participan en las principales carreras de cross, supercross, enduro, rallies y freestyle.

## Proveedor

### Europa
- Italia
  - U.S Cremonese (2017-)
  - U.C AlbinoLeffe
- España
  - C.D. Anguiano
  - C.D. Plus Ultra
- Países Bajos
  - Heracles Almelo
- Grecia
  - AE Larisa
  - Palaiochora F.C.
  - PAO Varda F.C.
  - Thyella Rafina F.C.
- Francia
  - Valenciennes FC
  - OC Perpignan
  - FC Villeneuve
- Rumania
  - AS SR Brașov
  - Dacia Unirea Brăila
- Gales
  - Aberystwyth Town FC
- Irlanda del Norte
  - Limavady United F.C.
- Inglaterra
  - Dorchester Town F.C

### America
| - San Luis (2021-) |